# گریسوم (دهانه)
گریسوم یک دهانه برخوردی در ماه‌ است.

## دهانه‌های اقماری
این دهانه ۲ دهانه اقماری دارد.
| Grissom | عرض جغرافیایی | طول جغرافیایی | قطر          |
| ------- | ------------- | ------------- | ------------ |
| K       | ۴۹.۵° S       | ۱۴۵.۷° W      | ۲۶.۰ کیلومتر |
| M       | ۴۹.۱° S       | ۱۴۷.۷° W      | ۳۸.۰ کیلومتر |